# ژاپن در المپیک تابستانی ۱۹۵۲

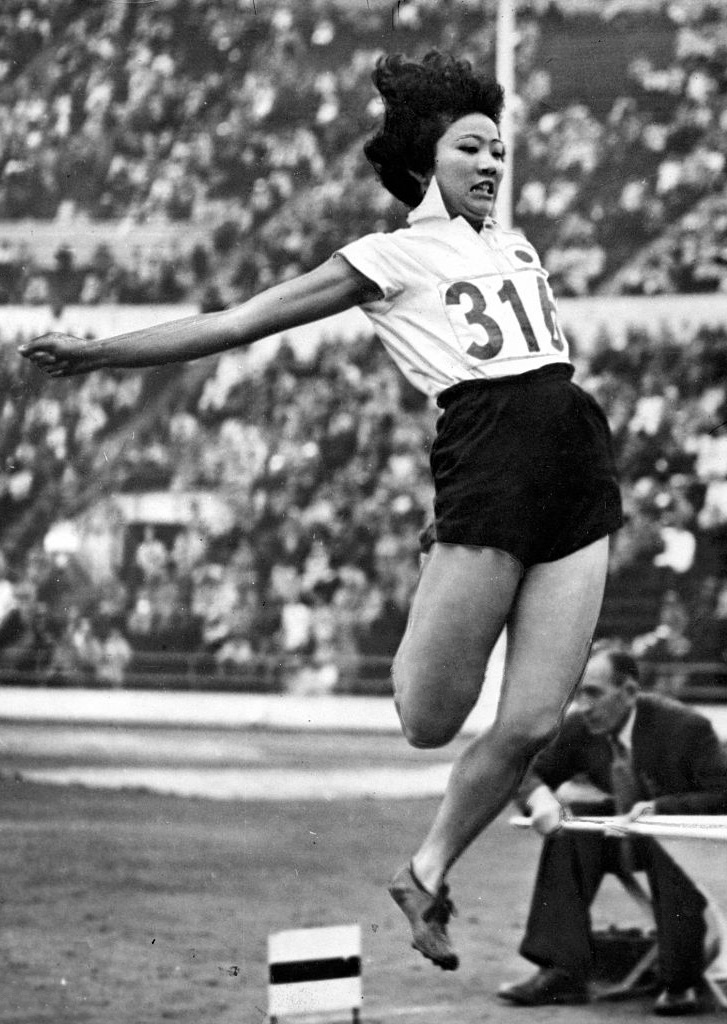
آیاکو یوشیکاوا، ورزشکاری از ژاپن در المپیک تابستانی ۱۹۵۲

ژاپن در بازی‌های المپیک تابستانی ۱۹۵۲ که در شهر هلسینکی فنلاند برگزار شد، کاروان ژاپن با ۶۹ ورزشکار در این رقابت‌ها شرکت کرد و موفق به کسب ۹ مدال (۱ طلا، ۶ نقره، ۲ برنز) شد. در جدول رتبه‌بندی توزیع مدال‌ها، ژاپن در ردهٔ ۱۷ مسابقات قرار گرفت.